# AirTrain Newark

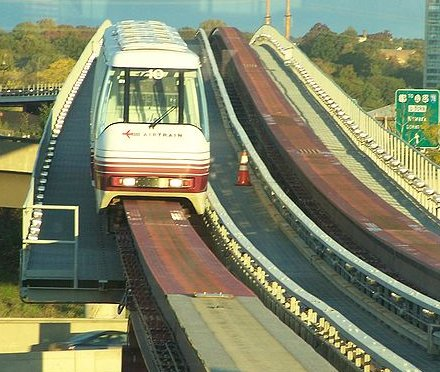
Unidad del AirTrain de Newark.

El AirTrain de Newark es un sistema de transporte ferroviario tipo monorriel de 4,8 km que comunica las terminales del aeropuerto internacional Libertad de Newark (Nueva Jersey, Estados Unidos) con la estación principal del aeropuerto situada en el Corredor Noreste (NEC), que tiene servicios de New Jersey Transit y Amtrak.
Originalmente sólo era una lanzadera que unía las distintas terminales del aeropuerto. En 1997 se comenzó una reforma y ampliación para unir la línea con la CNE, la estación de ferrocarril principal del aeropuerto. El sistema se volvió a abrir para su servicio el 21 de octubre de 2001.
La red es operada por la Autoridad Portuaria de Nueva York y Nueva Jersey, que también opera el aeropuerto y el AirTrain JFK. En 2007, el promedio fue de 4.930 pasajeros diarios.

## Tarifa
Para pasajeros que lleguen o salgan de las líneas de Amtrak y New Jersey Transit, la tarifa está incluida en el precio del ticket del tren. Los titulares de pases mensuales de New Jersey Transit deben pagar un extra de 5,50 dólares para montar en el AirTrain, a menos que fijen la estación del aeropuerto como el origen o el destino de sus pases.
El trayecto completo en ferrocarril hasta Manhattan cuesta unos 15 dólares.
Para quienes sólo se muevan entren las terminales o entre terminal y aparcamiento, el desplazamiento es gratuito.

## Paradas
El AirTrain tiene tres estaciones principales en el aeropuerto, una en cada terminal principal (A, B y C). Las estaciones están en la planta superior de las terminales. Hay otras cuatro estaciones (P1, P2, P3 y P4) situadas en los aparcamientos y las instalaciones del alquiler de coches, y otra en la estación de ferrocarril.

Los trenes van equipados de megafonía automática que avisa a los pasajeros de qué aerolíneas se pueden encontrar en cada terminal. Los anuncios fueron grabados por el periodista de tráfico de la ciudad de Nueva York Bernie Wagenblast.
| Estación de ferrocarril de aeropuerto de Newark · Aparcamiento P4 · Terminal C · Terminal B · Terminal A · Aparcamiento P3 · Aparcamiento P2 · Aparcamiento P1 |